# YZ Canis Minoris
YZ Canis Majoris är en ensam stjärna i den mellersta delen av stjärnbilden Lilla hunden. Den har en skenbar magnitud av ca 11,15 och kräver ett teleskop för att kunna observeras. Baserat på parallax enligt Gaia Data Release 3 på ca 167 mas, beräknas den befinna sig på ett avstånd på ca 19,5 ljusår (ca 6 parsek) från solen. Den rör sig bort från solen med en heliocentrisk radialhastighet på 26 km/s. Den befann sig närmast solen för cirka 162 000 år sedan när den gjorde periheliumpassage på ett avstånd av 10,2 ljusår. Den är potentiell medlem av rörelsegruppen Beta Pictoris.

## Egenskaper
YZ Canis Minoris är en orange till röd dvärgstjärna i huvudserien av spektralklass M5 V. Den har en massa som är ca 0,31 solmassa, en radie som är ca 0,32 solradie och har ca 0,012 gånger solens utstrålning av energi från dess fotosfär vid en effektiv temperatur av ca 3 100 K.

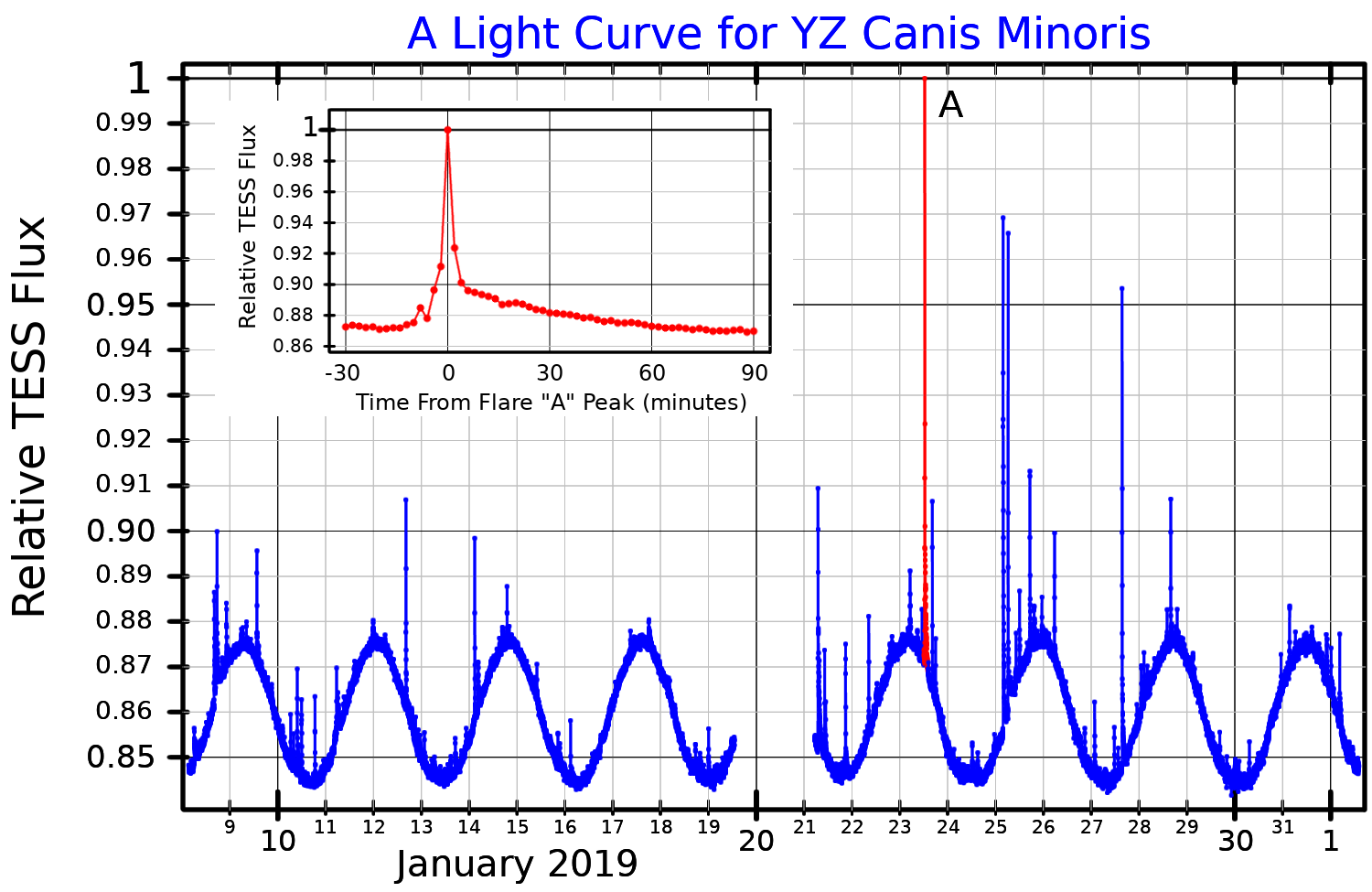
Ljuskurva för YZ Canis Minoris från TESS-data, anpassad från Maehara et al. (2021). Huvuddiagrammet visar både den periodiska ljusstyrkan och flera flare. Det infällda diagrammet visar den starkaste flaren med en utökad tidsskala.

YZ Canis Minoris är en flarestjärna med kraftigare stjärnutbrott än de hos solen, och är ungefär tre gånger så stor som Jupiter. Radiostrålningen från stjärnan i 50 mHz bandbredd är centrerad på 1464,9 mHz. Röntgenstrålningen från stjärnan är 2,73 × 106 erg/s cm2. Den har en koronatemperatur på 5,79 x 106 K.